# Lightheory
Lightheory je třetím studiovým albem instrumentálně metalové skupiny Abstract vydaným v roce 2014. Album bylo nahráno během června až července 2014 v Liptovském Mikuláši v nahrávacím studiu (RCR Studio) v aktuální čtyřčlenné sestavě skupiny: Peter "Lego" Lengsfeld (doprovodní kytara), Palo Gáblik (sólová kytara), Tomáš "Julo" Balon (basová kytara) a Juraj Drugda (bicí). Jako hostující hudebník se na albu podílel dřívější člen skupiny Abstract Miloš "Milosh" Fábry (klávesy) a o namluvení textů ke skladbám se postarala dvojice Peter Knitel a Emma Schwarz. Album byl oficiálně vydán 6. srpna 2014 pod vydavatelstvím Pařát Magazine jako příloha k časopisu Pařát (číslo 59/ročník 15) na CD nosiči a celkem obsahuje 10 instrumentálně-metalových skladeb doplněných o namluvené dialogy a monology.
Autorem grafického řešení obalu je Marius Sachtikus a nové grafické logo a symbol skupiny Abstract vytvořil Lukáš Lancko z grafického studia Isisdesignstudio.

## Zajímavosti z alba
Název alba napadl Petera „Lega“ Lengsfelda až po delší době, protože zpočátku se mu nic co vymyslel, nelíbilo. Stále hledal něco nové, co bude korespondovat se skupinou a zároveň také i s jejími skladbami. Každá ze skladeb je jiná, svébytná, jako louče světla lámající se při doteku s vodní hladinou. A při téhle myšlence ho konečně napadl název alba „Lightheory“ (teorie světla).
Další zajímavostí alba je skutečnost, že poprvé v historií skupiny Abstract jsou některé ze skladeb doplněné o namluvené dialogy anebo monology přičemž přímou souvislost mezi sebou mají akorát skladby „Fluorescent Tube“, rozdělené do třech častí dotýkajících se tématu světla.
V roce 2015 vznikli ke dvěma skladbám z alba i videoklipy. Jednalo se v pořadí třetí a čtvrtý videoklip skupiny Abstract. Třetí videoklip ke skladbě "Silhouettes"  režíroval Maťo "Kovis" Kováč a čtvrtý videoklip skupiny ke skladbě Fluorescent tube part 1.  režíroval Mino Mosses.

## Seznam skladeb
1. „Fluorescent Tube III“ - instrumentální skladba - 05:43
2. „Isonn“ - instrumentální skladba - 04:05
3. „Solar Pulse“ - instrumentální skladba - 02:49
4. „The Stone“ - instrumentální skladba - 05:28
5. „Dialogue“ - instrumentální skladba - 03:45
6. „Soleusis“ - instrumentální skladba - 05:01
7. „Fluorescent Tube I.“ - instrumentální skladba - 04:25
8. „Silhouettes“ - instrumentální skladba - 05:31
9. „Fluorescent Tube II.“ - instrumentální skladba - 04:50
10. „Monologue“ - instrumentální skladba - 02:20